# Kareda (Saaremaa)
Kareda es un pueblo situado en el municipio de Saaremaa, en el condado de Saare, Estonia. Tiene una población estimada, en 2021, de 14 habitantes.
Está ubicado cerca de la costa del mar Báltico, al sur de la isla de Hiiumaa y frente a la costa oeste de la isla de Muhu y de la Estonia continental.